# Švédsko na Zimních olympijských hrách 1928
Švédsko na Zimních olympijských hrách 1928 v St. Moritz reprezentovalo 24 mužů. Nejmladším účastníkem byl Sven-Olof Lundgren (19 let, 107 dní), nejstarším pak Gillis Grafström (34 let, 251 dní). Reprezentanti vybojovali 5 medaile, z toho 2 zlaté 2 stříbrné a 1 bronzovou.

## Medailisté
| Medaile | Jméno | Sport         | Disciplína       |
| ------- | --- | ------------- | ---------------- |
| Zlato   | Per-Erik Hedlund | Běh na lyžích | muži 50 km       |
| Zlato   | Gillis Grafström | Krasobruslení | muži jednotlivci |
| Stříbro | Gustaf Jonsson | Běh na lyžích | muži 50 km       |
| Stříbro | Carl Abrahamsson Emil Bergman Birger Holmqvist Gustaf Johansson Henry Johansson Nils Johansson Ernst Karlberg Erik Larsson Bertil Linde Sigfrid Öberg Wilhelm Petersén Kurt Sucksdorff | Lední hokej   | turnaj mužů      |
| Bronz   | Volger Andersson | Běh na lyžích | muži 50 km       |